# Câu lạc bộ Nhân sự Việt Nam (VNHR)
Câu lạc bộ Nhân sự Việt Nam - Vietnam Human Resources Association (VNHR) là một tổ chức xã hội nghề nghiệp về nghề Nhân sự phi lợi nhuận tại Việt Nam, thành lập ngày 31/01/2001, hoạt động với sứ mệnh “gắn kết và nâng tầm nguồn Nhân lực Việt". Hiện nay, VNHR là một thành viên của Hội các nhà Quản trị Doanh nghiệp Việt Nam (VACD), có tư cách pháp nhân, con dấu và tài khoản ngân hàng riêng, hoạt động như một hội nghề nghiệp chuyên nghiệp.
VNHR là tổ chức nghề nghiệp xã hội có uy tín cao tại Việt Nam, thu hút sự tham gia của rất nhiều chuyên gia nhân sự đầu ngành của quốc gia. Hiện VNHR có hơn 1200 thành viên chính thức, hoạt động thường trực tại: TPHCM, Hà Nội, Vũng Tàu, Đà Nẵng, Khu vực Tây Nam Bộ và các tỉnh thành khắp cả nước. Hơn 60% hội viên VNHR hiện đang giữ chức vụ quản lý, đến từ hơn 800 doanh nghiệp, tổ chức (trong số đó hơn 50% Hội viên doanh nghiệp là công ty / tập đoàn đa quốc gia) và là những người đang công tác trong ngành và quan tâm tới nghề nhân sự.
Mỗi năm, VNHR tổ chức hơn 50 hoạt động, sự kiện, dưới nhiều hình thức đa dạng: từ các diễn đàn trao đổi chuyên môn, nhóm tư vấn trực tuyến, hội thảo chuyên đề, họp mặt, các chương trình đào tạo nhân sự hàng tháng, nhằm xây dựng và nâng tầm đội ngũ những người làm nghề nhân sự chuyên nghiệp tại Việt Nam.
VNHR hiện là đơn vị tổ chức Hội nghị Nhân sự Việt Nam thường niên (Vietnam HR Summit) từ năm 2015 và Hội nghị Luật Lao động Việt Nam từ năm 2018 (Labour Law Conference) - những hội nghị quy mô và uy tín nhất tại Việt Nam cho ngành Nhân sự.
| Ngày       | Sự kiện                                                                                                   |
| ---------- | --- |
| 31/01/2001 | Ngày thành lập VNHR                                                                                       |
| 12/07/2012 | VNHR trở thành thành viên của VACD                                                                        |
| 09/2015    | Tổ chức lần đầu Hội nghị Nhân sự Việt Nam (Vietnam HR Summit)                                             |
| 08/01/2018 | Thành lập chi hội VNHR Vũng Tàu                                                                           |
| 06/11/2018 | Gia nhập AHDO - Tổ chức phát triển con người ASEAN                                                        |
| 05/2018    | Tổ chức lần đầu Hội nghị Luật lao động Việt Nam (Vietnam Labour Law Conference)                           |
| 20/09/2019 | Chính thức ký kết thành lập AHDO - Tổ chức phát triển con người ASEAN tại Hội nghị Nhân sự VN (lần thứ 5) |
| 07/12/2019 | Thành lập chi hội VNHR Miền Tây                                                                           |
| 21/12/2019 | Thành lập chi hội VNHR Miền Bắc                                                                           |